# Nicetas von Remesiana
Nicetas von Remesiana (* 4. Jahrhundert; † nach 414) war Bischof von Remesiana in Moesia superior (heute Südostserbien) und ein lateinischer theologischer Schriftsteller und Hymnendichter. Er gilt als einer der Erstverkünder des Christentums in der Region und wird in der orthodoxen und der römisch-katholischen Kirche als Heiliger verehrt. Er gilt als Missionar der Bessen.

## Leben
Die biografischen Zeugnisse sind spärlich und unsicher, da der Name Nicetas/Niketas häufig und zudem in unterschiedlichen Schreibweisen gebräuchlich war. Zuverlässig sind die Erwähnungen bei Gennadius von Marseille (De viris illustribus) und bei Paulinus von Nola, mit dem Nicetas befreundet war. Paulinus berichtet von zwei Besuchen Nicetas’ bei ihm und rühmt ihn als kraftvollen Hymnendichter und Förderer des Kirchengesangs. Von diesen dichterischen Werken ist jedoch nichts erhalten – außer dem Te Deum, falls es, wie seit den 1890er Jahren von verschiedenen Forschern angenommen, von Nicetas von Remesiana stammt.

## Nicetas und das Te Deum
Das Te Deum, eines der wichtigsten Gebete der lateinischen Liturgie, vermutlich im 5. Jahrhundert entstanden, ist erst spät mit Verfasserangaben überliefert. Begreiflich sind die traditionellen Zuschreibungen an die großen Kirchenväter Ambrosius und Augustinus oder an den Hymnendichter Hilarius. Einige Te-Deum-Handschriften – die ältesten davon aus dem 10. Jahrhundert – nennen jedoch auch einen Nicetas/Nicetus/Nicetius als Autor. Das veranlasste den Patristiker Germain Morin OSB zur Annahme der Verfasserschaft des Nicetas von Remesiana, die er mit sprachlichen Parallelen zu den zweifellos echten Werken Nicetas’ zu untermauern suchte. Seine These fand Zustimmung bei bedeutenden Fachleuten, aber auch Zurückweisung als bloße Vermutung. Die meisten Gegner der Nicetas-Zuschreibung sehen im Te Deum einen gewachsenen Gebetstext ohne Einzelverfasser.

## Schriften
- Competentibus ad baptismum instructionis libelli VI (Sechs Bücher zur Unterweisung der Taufbewerber, unvollständig erhalten; mit einer lehrgeschichtlich wichtigen Erläuterung des Apostolicums)
- Abhandlungen De ratione fidei und De Spiritus Sancti potentia (wahrscheinlich zum 3. Buch der Libelli gehörig)
- Abhandlung De diversis appellationibus Jesu Christo convenientibus
- Homilien De psalmodiae bono und De vigiliis
- Ad lapsam virginem (nicht erhalten)